# Dendrocerus picipes
Dendrocerus picipes är en stekelart som först beskrevs av William Harris Ashmead 1893.  Dendrocerus picipes ingår i släktet Dendrocerus och familjen trefåresteklar. Inga underarter finns listade i Catalogue of Life.